# Psychotria morley-smithiae
Psychotria morley-smithiae là một loài thực vật có hoa trong họ Thiến thảo. Loài này được A.P.Davis & Govaerts mô tả khoa học đầu tiên năm 2007.